# Storvorde Posthus
Storvorde Posthus eller Storvorde Distributionscenter var indtil april 2014 et postdistributionscenter på Stationsvej i Storvorde. Tidligere var det også et posthus. Alt postomdeling i 9280 Storvorde og 9270 Klarup foregik med udgangspunkt fra Storvorde Posthus.
I 2005 lukkede postekspeditionen i posthuset. lukkede postekspeditionen i posthuset, og personalet blev virksomhedsoverdraget til en nyindrettet postbutik i Dagli'Brugsen på Stationsvej. Det skyldtes at færre og færre benyttede posthuset, og det har givet et fald i posthusets omsætning. Efter lukningen af distributionsfunktionen, så foregår denne i dag fra Rustenborg i Aalborg.